# 狹窄海星
狹窄海星（學名：Stenaster），又名窄海星，是一屬已滅絕的海星，其化石主要分布在歐洲。本屬和其他海星的親緣關係還不大為人知，其小而怪異的結構使其被劃入不同的分類群如海星綱和蛇尾綱等。牠們的五條腕短小，圓盤很寬闊。寬闊的步帶小骨延伸穿過腕。

## 外部連結
- Stenaster （页面存档备份，存于） in the Paleobiology Database